# 克里斯特爾貝鎮區 (明尼蘇達州萊克縣)
克里斯特爾貝鎮區（英語：Crystal Bay Township）是位於美國明尼蘇達州萊克縣的一個行政鎮區。

## 地方資料
克里斯特爾貝鎮區的面積為546.27平方千米，當中陸地面積為530.52平方千米，而水域面積為15.75平方千米。根據2020年美國人口普查的數據，當地共有人口435人，而人口密度為每平方千米0.8人。